# Riccardo Fraccaro
Riccardo Fraccaro (né le 13 janvier 1981 à Montebelluna) est un homme politique italien.

## Biographie
En février 2013, il est élu député de la 6e circonscription Trentin-Haut-Adige pour le Mouvement 5 étoiles, où il devient secrétaire de la Chambre des députés pendant 5 ans.
Le 23 mars 2018, il est initialement choisi comme candidat pour la présidence de la Chambre des députés par le Mouvement 5 étoiles, mais à la suite d'un accord entre son Mouvement et la coalition de centre-droit, c'est finalement Roberto Fico qui est élu à sa place, avec 422 voix le 24 mars 2018.
Le 1er juin 2018, il est nommé ministre pour les Rapports avec le Parlement et la Démocratie directe dans le gouvernement Conte. Il est ensuite nommé secrétaire d'État à la présidence du Conseil dans le Gouvernement Conte II, le 4 septembre 2019.